# Ъноун Мортал Оркестра
Ъноун Мортал Оркестра (на английски: Unknown Mortal Orchestra, известна също като UMO) е новозеландска рок група от Окланд. Основана е през 2009 г. от мултиинструменталиста Рубан Нийлсън като солов проект, в който от самото начало участват братът на Рубан – Коди Нийлсън, и басистът Джейкъб Портрет.

## История
Дебютният албум на групата – едноименният Unknown Mortal Orchestra – излиза през 2011 г. и получава оценка 8,1 от „Пичфорк“. В рецензията проектът, издаден от американския независим лейбъл Fat Possum Records, е описан като „експертно използване на пространството, което се среща рядко при толкова lo-fi албум“, в който е постигнато „уникално завладяващо и психеделично качество, без да разчита на обичайния набор от ефекти тип здраво дръпване от бонг (на английски: bong-ripping effects)“.
Вторият албум на UMO, II, излиза още на следващата година. Първият сингъл от албума е разпространеният по време на турнето на групата с Гризли Беър като 7-инчова плоча Swim and Sleep (Like a Shark).
През ноември II 2013 г. печели наградата за най-добър алтернативен албум на музикалните награди на Нова Зеландия и е сред номинираните за музикалната награда Taite за 2014 г. дългосвирещи записи. „Клаш Мюзик“ оценява проекта с 9 от 10 и отбелязва, че „още от откриващото парче From The Sun, което напомня за психеделията на Джордж Харисън, до нежния груув à la Family Stone в завършека на Secret Xtians, II излъчва едновременно топлина в продукцията и умело използване на пространството – качества, които подчертават изящно изградените композиции на Нийлсън“. Списание „Пейст“ квалифицира албума като „модерен, ритмичен прочит на психеделията от 60-те, с много кукички и дисторшън, които ще те закачат и замаят“. NME също не пести суперлативи за Рубан заради умението му да превръща песните си в „топли, замъглено-красиви произведения на изкуството“.
На 25 февруари 2013 г. групата изпълнява песента So Good At Being in Trouble от II във „Вечерното шоу с Джими Фалън“, с което прави своя американски телевизионен дебют. Месец по-късно „Фюз ТВ“ поставя UMO в списъка си с 30-те артисти, които задължително трябва да бъдат видени на музикалния фестивал SXSW.
Третият студиен албум на UMO, Multi-Love, излиза на 26 май 2015 г., а едноименният първи сингъл от него е определен от „Пичфорк“ за най-добра нова песен. В критическата си рецензия на албума „Ролинг Стоун“ отбелязва, че „Multi-Love показва как Нийлсън излиза извън шаблоните в търсене на ярка и многопластова визия за човешката свързаност“, а „Пичфорк“ хвали усета на Нийлсън за това как трябва да звучи една песен и определя албума като „най-завършеното му постижение“. Както едноименният сингъл, така и Can't Keep Checking My Phone са включени в селекцията на 6 Music на Би Би Си на най-излъчваните песни в програмата на радиото. Can't Keep Checking My Phone намира място и във видеоиграта FIFA 16.
Четвъртият студиен албум на групата, Sex & Food, излиза на 6 април 2018 г. и също получава високи оценки от музикалната критика.
За сп. „Рефлектор“ албумът „до голяма степен надгражда върху синтезаторите и семплираните барабани, въведени в пробивния Multi-Love от 2015 г., но предлага различно пътуване“. През юли Радио Би Би Си и 6 Music определят Sex & Food за един от най-добрите албуми, издадени през 2018 г.
Издаването на албума е последвано от световно турне с концерти в Северна Америка, Европа, Великобритания, Азия, Нова Зеландия и Австралия, голяма част от които са напълно разпродадени.
UMO издава първия си официален сингъл след Sex & Food, Weekend Run, цели три години по-късно – през юни 2021 г. Сингълът е издаден чрез дългогодишния лейбъл на групата Jagjaguwar и е последвана през август същата година от That Life.
Weekend Run и That Life намират място в издадения през март 2023 г. пети студиен албум на групата – двойният V, а освен тях като сингли от този дългосвирещ запис са издадени песните I Killed Captain Cook, Layla и Nadja. Излизането на проекта е подкрепено и с турне на групата в САЩ и Великобритания.